# Active share
Active share is een in het vermogensbeheer gehanteerd begrip waarmee een indicatie wordt gegeven van de mate van afwijking tussen een beleggingsfonds en een benchmark.

## Methode
Bij het bepalen van de active share wordt het verschil berekend tussen de posities in een beleggingsfonds en die van de benchmark. Hierbij wordt uitsluitend gekeken naar de gewichten van de individuele beleggingen. De gewichten worden berekend door de waarde van een belegging in de portefeuille uit te drukken als een percentage van het totale fonds vermogen. Alle verschillen worden uitgedrukt in een absolute waarde, opgeteld en de som wordt gedeeld door twee. De uitkomst is de active share. De term is bedacht door de Nederlander Martijn Cremers, hoogleraar financiën aan de Yale School of Management, en zijn collega Antti Petajisto.
| Beleggingen  | Gewichten portefeuille (A) | Gewichten benchmark (B) | Verschil (A) - (B) | Verschil absoluut |
| ------------ | -------------------------- | ----------------------- | ------------------ | ----------------- |
| A            | 10                         | 20                      | -10                | 10                |
| B            | 0                          | 20                      | -20                | 20                |
| C            | 30                         | 20                      | 10                 | 10                |
| D            | 50                         | 20                      | 30                 | 30                |
| E            | 10                         | 20                      | -10                | 10                |
| Som          | 100                        | 100                     | 0                  | 80                |
| Active share |                            |                         |                    | 40                |

De uitkomst ligt per definitie tussen de nul en 100. Een lage uitkomst betekent dat de portefeuille en de benchmark sterk op elkaar lijken en bij een active share van 100 zijn de overeenkomsten minimaal. 
Deze benadering is een aanvulling op de tracking error. Met de tracking error wordt ook een indicatie gegeven van de afwijkingen tussen de portefeuille of fonds en de benchmark, maar hier worden verschillen in rendementen gebruikt. Er is een hoge correlatie tussen de active share en tracking error van fondsen.

## Toepassing
De maatstaf wordt gebruikt om te bepalen of een fondsmanager een actief of passief beheerder is. Bij passief beheer zijn de afwijkingen ten opzichte van de benchmark klein, de active share is laag, en de kans op een beter resultaat dan de benchmark is klein. Omgekeerd, als de beleggingsdoelstelling van een fonds is het behalen van een beter rendement dan de benchmark, dan is de kans op een outperformance het grootst als de active share hoog is. Fondsen met een lage active share en tracking error, lijken veel op de benchmark en worden ook aangeduid met Engelse termen als “closet indexing”, “benchmark huggers” of “index huggers”. Zijn beiden hoog dan is veelal sprake van sterk geconcentreerde portefeuilles.
Uit empirisch onderzoek op Amerikaanse beleggingsfondsen is gebleken dat er een positieve correlatie is tussen een hoge active share en een beter fondsresultaat ten opzichte van de benchmark. Uit hetzelfde onderzoek blijkt deze correlatie tussen het extra rendement en tracking error te ontbreken.

## Opmerkingen
- Voor de berekening van de active share moet voor het fonds een benchmark worden gekozen die relevant is. Een fonds met alleen beleggingen in Nederland kan niet afgezet worden tegen een Amerikaanse aandelenindex. Er is geen overlap tussen de twee en de active share zal op een nietszeggende 100 uitkomen.
- Bij het onderling vergelijken van de active share van fondsen moet worden opgelet dat de benchmarks enigszins vergelijkbaar zijn wat het aantal indexnamen betreft. Voor een benchmark met een bescheiden aantal namen, bijvoorbeeld de AEX-Index, is het moeilijker een hoge active share te behalen dan bij een bredere index als de S&P 500. Het fonds in het rekenvoorbeeld heeft een active share van 40 bij vijf namen in de benchmark met een gelijk gewicht per indexdeelnemer. Wordt hetzelfde fonds vergeleken met een benchmark van 20 namen dan stijgt de active share naar 80 en naar 96 bij een benchmark met 100 gelijkgewogen indexnamen.